# Patrimoni dell'umanità dell'Iraq
I patrimoni dell'umanità dell'Iraq sono i siti dichiarati dall'UNESCO come patrimonio dell'umanità in Iraq, che è divenuto parte contraente della Convenzione sul patrimonio dell'umanità il 5 marzo 1974.
Al 2023 i siti iscritti nella Lista dei patrimoni dell'umanità sono sei, mentre quattordici sono le candidature per nuove iscrizioni. Il primo sito iscritto nella lista è stato Hatra nel 1985, durante la nona sessione del comitato del patrimonio mondiale. Il secondo patrimonio, Assur (Qal'at Sherqat), è stato iscritto nel 2003 nella ventisettesima sessione del comitato. Quattro anni dopo, nella trentunesima sessione, la città archeologica di Samarra è divenuta il terzo sito iracheno riconosciuto dall'UNESCO. Il quarto patrimonio è stata la cittadella di Erbil, aggiunta nel 2014. Nel 2016 la quarantesima sessione ha inserito nella lista le Ahwar dell'Iraq meridionale: rifugio di biodiversità e paesaggio relitto delle città mesopotamiche. Infine, il sito di più recente riconoscimento, è Babilonia, incluso nella lista nel 2019 dalla quarantatreesima sessione del comitato. Cinque siti sono considerati culturali, secondo i criteri di selezione, uno misto. Tre dei sei siti sono stati iscritti nella Lista dei patrimoni dell'umanità in pericolo: due, Assur (Qal'at Sherqat) e Samarra, contestualmente alla loro iscrizione nella lista del patrimonio mondiale; il terzo, Hatra, dalla XXXIX sessione del Comitato per il patrimonio dell'umanità, il 1º luglio 2015, a causa dei danni causati dai miliziani dello Stato Islamico che avevano occupato l'area.

## Siti del Patrimonio mondiale
| Foto | Sito                                                                                               | Luogo                                                                       | Tipo                             | Anno | Descrizione |
| ---- | -------------------------------------------------------------------------------------------------- | --------------------------------------------------------------------------- | -------------------------------- | ---- | --- |
|      | Hatra                                                                                              | Distretto di Hatra                                                          | Culturale (277; ii, iii, iv, vi) | 1985 | Grande città fortificata sotto l'influenza dell'Impero dei Parti e capitale del primo regno arabo, Hatra resistette alle invasioni dei Romani nel 116 e 198 d.C. grazie alle sue alte e spesse mura rinforzate da torri. I resti della città, in particolare i templi dove l'architettura ellenistica e romana si fondono con elementi decorativi orientali, attestano la grandezza della sua civiltà. |
|      | Assur (Qal'at Sherqat)                                                                             | Distretto di al-Shirqat                                                     | Culturale (1130; iii, iv)        | 2003 | L'antica città di Assur si trova sul fiume Tigri nella Mesopotamia settentrionale in una specifica zona geo-ecologica, al confine tra l'agricoltura pluviale e quella irrigua. La città risale al III millennio a.C. Dal XIV al IX secolo a.C. fu la prima capitale dell'Impero assiro, città-stato e piattaforma commerciale di importanza internazionale. Serviva anche come capitale religiosa degli Assiri, associata al dio Assur. La città fu distrutta dai Babilonesi, ma rinacque durante il periodo partico nel I e II secolo d.C.. |
|      | Città archeologica di Samarra                                                                      | Samarra                                                                     | Culturale (276; ii, iii, iv)     | 2007 | La città archeologica di Samarra è il sito di una potente capitale islamica che ha governato per un secolo le province dell'impero abbaside che si estendeva dalla Tunisia all'Asia centrale. Situato su entrambi i lati del fiume Tigri, la lunghezza del sito da nord a sud è di 41,5 km; la sua larghezza varia da 8 km a 4 km. Testimonianza delle innovazioni architettoniche e artistiche che vi si svilupparono e si diffusero nelle altre regioni del mondo islamico e non solo. La Grande Moschea del IX secolo e il suo minareto a spirale sono tra i numerosi notevoli monumenti architettonici del sito, l'80% dei quali resta da scavare.                                               |
|      | Cittadella di Erbil                                                                                | Erbil                                                                       | Culturale (1437; iv)             | 2014 | La cittadella di Erbil è un insediamento fortificato in cima a un imponente tell di forma ovoidale nella regione del Kurdistan. Un muro continuo di alte facciate ottocentesche trasmette ancora l'impressione visiva di una fortezza inespugnabile, che domina la città di Erbil. La cittadella presenta un particolare modello a ventaglio risalente alla tarda fase ottomana. Documenti storici scritti e iconografici documentano l'antichità dell'insediamento sul sito – Erbil corrisponde all'antica Arbela, importante centro politico e religioso assiro – mentre reperti e indagini archeologiche suggeriscono che il tumulo nasconda su più livelli e i resti di precedenti insediamenti. |
|      | Ahwar dell'Iraq meridionale: rifugio di biodiversità e paesaggio relitto delle città mesopotamiche | Governatorato di Bassora, Governatorato di Dhi Qar, Governatorato di Maysan | Misto (1481; iii, v, ix, x)      | 2016 | L'Ahwar è composto da sette componenti: tre siti archeologici e quattro aree paludose umide nel sud dell'Iraq. Le città archeologiche di Uruk e Ur e il sito archeologico di Tell Eridu fanno parte dei resti delle città e degli insediamenti sumeri che si svilupparono nella Mesopotamia meridionale tra il IV e il III millennio a.C. nel delta paludoso dei fiumi Tigri ed Eufrate. Le Ahwar dell'Iraq meridionale, note anche come paludi irachene, sono uniche, in quanto uno dei più grandi sistemi di delta interni del mondo, in un ambiente estremamente caldo e arido. |
|      | Babilonia                                                                                          | al-Hilla                                                                    | Culturale (278; iii, vi)         | 2019 | Il sito comprende le rovine della città che, tra il 626 e il 539 a.C., fu capitale dell'impero neobabilonese. Comprende villaggi e aree agricole che circondano la città antica. I suoi resti, mura esterne ed interne, porte, palazzi e templi, sono una testimonianza unica di uno degli imperi più influenti del mondo antico. Sede di imperi successivi, sotto governanti come Hammurabi e Nabucodonosor, Babilonia rappresentò l'espressione della creatività dell'impero neobabilonese al suo apice. L'associazione della città con una delle sette meraviglie del mondo antico, i giardini pensili, ha ispirato anche la cultura artistica, popolare e religiosa su scala globale.            |

## Siti candidati
| Foto | Sito | Luogo                                                                        | Tipo                                    | Anno       | Descrizione |
| ---- | --- | ---------------------------------------------------------------------------- | --------------------------------------- | ---------- | --- |
|      | Nimrud | Noomanea                                                                     | Culturale (1463; i, ii, iii)            | 07/07/2000 | Nimrud fu fondata nel XIII secolo a.C. Era considerata la seconda capitale dell'Impero assiro, conosciuta come kalhu o kalah, fiorì durante il regno del re Assurnasirpal II. La sua circonferenza è di circa 8 km, circondata da un enorme muro difensivo di mattoni crudi che copre un'area quadrata di 13 km. Agli angoli sud-ovest e sud-est fu costruita un'altura denominata acropoli su un terrazzo di mattoni crudi di oltre 40 m. Negli anni '80 gli scavi hanno rivelato tre tombe reali con meravigliosi tesori. Inoltre è stato scoperto un enorme muro di pietra chiamato Misenat ancora esistente. È delimitato dal lato sud dal canale An-Nugoob risalente all'VIII secolo a.C.. |
|      | Antica città di Ninive                                                                                                  | Mosul                                                                        | Culturale (1465; i, ii, iii, iv, v, vi) | 07/07/2000 | Ninive è stato uno dei centri culturali più importanti del mondo antico e ha avuto un ruolo di primo piano nel campo dello sviluppo della civiltà umana, in quanto è stata la più grande metropoli dove hanno avuto origine vari rami dell'arte e del sapere. Fu scelta dagli Assiri come sede politica e si trova accanto alla loro prima capitale religiosa Assur. Gli scavi sul tumulo principale della città, Kuyunijk, hanno dimostrato che fu occupata dal 6000 a.C. al 600 d.C. circa. Già residenza reale, fu istituita come capitale degli Assiri intorno al 700 a.C. da Sennacherib, i cui successori vi abitarono fino alla sua distruzione nel 612 a.C. Sul tumulo di Kuyunjik la sala del trono del palazzo di Sennacherrib è stata rifatta con alcune delle sue lastre in rilievo raffiguranti la conquista del re. Il tumulo di Nebi Yunus, il sito dell'arsenale imperiale, è stata ricoperta di case raggruppate intorno a una moschea, contenente la presunta tomba di Giona. |
|      | Fortezza di Al-Ukhaidir                                                                                                 | Governatorato di Kerbela                                                     | Culturale (1467; i, ii)                 | 07/07/2000 | Al-Ukhaidir è una delle più eccezionali costruzioni difensive per il suo disegno militare distintivo non solo in Iraq, ma nel mondo arabo e islamico. Sorge su una rotta commerciale che collega l'Iraq con il mondo esterno, lungo la quale si trovavano molte importanti stazioni per viaggiatori e carovane come Atshan e Mujdah. Indagini e scavi hanno accertato che si tratta di una costruzione islamica risalente alla seconda metà dell'II secolo dell'egira. Di pianta rettangolare, comprende la sala principale, il grande iwan, la sala dei ricevimenti e le case della servitù. |
|      | Wasit | Wasit                                                                        | Culturale (1468; i, ii, iv)             | 07/07/2000 | Wasit è una città islamica costruita nell'ultimo quarto del primo secolo dell'egira (VII secolo d.C.) da al-Ḥajjāj ibn Yūsuf al-Thaqafī, come centro amministrativo per l'Iraq. Abbandonata nel X secolo dell'egira dopo il cambiamento del letto del fiume Tigri, i suoi resti rimasero sani e salvi a causa del suo sito lontano dall'influenza costruttiva e agricola. La maggior parte dei suoi edifici sono in mattoni. La sua grande moschea è stata riportata alla luce in quattro fasi con alcune parti della casa che si trova accanto alla moschea. Fu scavato un edificio conosciuto come il minarato, comprendente una tomba e una scuola risalenti al XIV secolo, e alla fine degli anni '30 fu ritrovato anche un quartiere residenziale. |
|      | Sito di Thilkifl | Al Kifl                                                                      | Culturale (5497; i, ii, iii, iv, v, vi) | 21/01/2010 | Il santuario è la più antica tomba ebraica in Iraq e occupava una posizione sacra anche per i musulmani, che erano soliti tenervi la preghiera e le cerimonie. È la tomba di Ezechiele, uno dei profeti ebraici che abitarono in Mesopotamia ai tempi del potente re babilonese Nabucodonosor II. Dal punto di vista dell'architettura, la cupola a forma di chevron è uno dei distinti aspetti architettonici iracheni influenzati dal mondo islamico. Poiché il sito ha conservato molti elementi architettonici, quali il santuario, i mercati e le locande, sarebbe opportuno dire che si tratta di un perfetto complesso architettonico che possiede caratteristiche uniche. |
|      | Cimitero di Wadi al-Salam a Najaf                                                                                       | Najaf                                                                        | Culturale (5578; iii, v, vi)            | 24/01/2011 | Il cimitero di Wadi Al-Salam è uno dei più grandi cimiteri del mondo: include i resti di milioni di musulmani e dozzine di scienziati, guardiani e devoti. Così come i resti del principe dei fedeli, ʿAlī ibn Abī Ṭālib e le tombe dei profeti di Dio, Salh e Hod. Il cimitero si estende dal centro della città all'estremo nord-ovest, occupa il 13% dell'area della città e misura 917 ettari. |
|      | Città di Amadiya | Amadiya                                                                      | Misto (5601; i, ii, iii, vii, viii)     | 02/02/2011 | Amadiya è una delle città più antiche del mondo e una delle città storiche più importanti del nord Iraq. La sua posizione strategica su una collina aveva portato la città ad essere oggetto di contese tra Medi, Persiani e Assiri nel corso della storia antica. La lunga storia della città di Amadiya, come altre città della Mesopotamia con diverse civiltà, ha lasciato enormi e preziose testimonianze, tra cui due antiche porte risalenti al periodo del castello di Amadiya, la porta di Zebar (orientale) e la porta di Mosul o Saqava (occidentale) che è diretta verso la città di Mosul. La città ha anche altri importanti resti storici, come il Tempio di Zorsorent, incisioni dei Parti, il minareto e la bandiera del Principato di Bahdinan. |
|      | Aspetti storici del fiume Tigri a Rusafa (Baghdad), che si estende dall'Università al-Mustansiriyya al Palazzo Abbaside | Baghdad                                                                      | Culturale (5880; i, ii, iv, vi)         | 28/03/2014 | Il sito si trova nella zona di Rusafa della capitale, Baghdad, occupa un ruolo importante e vitale sul lato orientale del fiume Tigri e si estende per circa 7,57 ettari. La proprietà è stata selezionata per contenere blocchi urbani dotati di caratteristiche storiche che hanno giocato un ruolo di primo piano nella storia politica e religiosa dell'antico Iraq, in particolare nell'era abbaside e nel periodo dell'occupazione ottomana. I seguenti edifici inclusi nella proprietà riflettono i diversi periodi storici dall'architettura a Baghdad: Università al-Mustansiriyya, Moschea di Al-Asifyah, Moschea Al-Wazeer, il vecchio edificio del complesso As-Saray, l'edificio di Al-Qishleh e la torre dell'orologio, il vecchio edificio del Consiglio dei ministri, l'edificio della vecchia Polizia Generale, Casa del Governatore (Dar Al-Wali), Bait Al-Hikma (scuola Al-Aliya) e il Palazzo Abbaside. |
|      | Insediamento neolitico di Bestansur                                                                                     | Governatorato di Sulaymaniyya                                                | Culturale (6172; iii, iv)               | 20/01/2017 | Rappresentando uno dei primi insediamenti costruiti al mondo, il sito archeologico di Bestansur è un'attestazione unica di un periodo di vitale importanza nel patrimonio culturale dell'Iraq, del Medio Oriente e del mondo. Bestansur si trova ai piedi dei monti Zagros ai margini della pianura di Shahrizor. Il sito è costituito da un cumulo di strati archeologici intatti che copre 2,5 ettari, vicino a una grande sorgente naturale vicino al moderno villaggio di Bestansur ("Giardino rosso"). |
|      | Nippur | Distretto di Afak                                                            | Culturale (6173; iii, iv)               | 20/02/2017 | Il sito di Nippur (Nuffar) comprende un gruppo di tumuli archeologici (tell), il più grande alto 25 m, e i resti di un letto di canale (Shatt al-Nil). Nippur ha svolto un ruolo importante nello sviluppo della prima civiltà del mondo: fu sede del culto del dio sumero Enlil, il "Signore del vento", sovrano del cosmo e centro religioso di Sumer nel III e II millennio a.C. Era una città importante per l'epoca posta su colline naturali e artificiali ed era circondata da massicce mura di protezione. La natura religiosa di Nippur le risparmiò la distruzione, e sebbene subisse periodici cali di importanza, risorgeva perché era ancora necessaria la sua funzione di centro sacro. |
|      | Città vecchia di Mosul                                                                                                  | Mosul                                                                        | Culturale (6355; iii, v, vi)            | 17/08/2018 | La Città Vecchia di Mosul si trova sulla riva occidentale del fiume Tigri, di fronte ai resti archeologici dell'antica città assira di Ninive e alla moschea e al santuario di Nabi Younis (Tomba di Giona). Mosul aveva una posizione strategica, collegando la Cina a est con il Mediterraneo a ovest, e l'Anatolia a nord, con la Mesopotamia a sud. Divenne un centro regionale su un'importante rotta che collegava Baghdad e Samarra, due capitali dell'impero abbaside, con le province settentrionali e il Mediterraneo orientale. La città raggiunse l'apice della sua influenza e del suo sviluppo sotto il dominio dei selgiuchidi Zengidi (dinastia di Atabeg) nel XII secolo d.C. Nei secoli successivi la città vecchia, cinta da mura fino al XIX secolo, mantenne l'architettura e l'impianto medievali del suo nucleo storico a cui si aggiunsero edifici ottomani. Fino a poco tempo fa Mosul era uno dei centri urbani più popolosi della regione ed era noto per i suoi luoghi di conoscenza e apprendimento, commercio e scambi; la sua Città Vecchia si distingueva per l'impianto urbanistico medievale, la concentrazione di edifici islamici dal XII al XIX secolo, edifici religiosi di altre comunità religiose (in particolare cristiane), architettura vernacolare ottomana e una straordinaria e multiforme mescolanza etnica e religiosa degli abitanti. |
|      | Tempio di Lalish | Distretto di Shekhan                                                         | Culturale (6467; iii, vi)               | 15/04/2020 | Il Tempio di Lalish è considerato il tempio principale della religione ayzida, che è conosciuto nelle fonti arabe come Yazidi. Gli yazidi lo visitano da tutto il mondo, ed è un luogo unico dove silenzio e calma, aria fresca, verde, alberi e cupole sopra le alture si estendono su entrambi i lati della valle santa; tra essi sono distribuite immagini e scene che parlano e ci trasmettono varie storie, ciascuna con il proprio sfondo storico e religioso legato alla fede yazida. |
|      | Cittadella di Kirkuk | Kirkuk                                                                       | Culturale (6522; iii, iv)               | 06/04/2021 | La cittadella di Kirkuk si trova nel centro della città di Kirkuk ed è considerata una delle sue parti più antiche. Alcuni storici ritengono che siano stati i Gutei a costruire la Cittadella, sulla base di un'antica tavoletta cuneiforme, e si può dire che questo alto insediamento fosse famoso fin dalla metà del II millennio a.C. come “Cittadella della città di Beni Shilwa”; mentre altri storici ritengono che questa cittadella sia stata costruita durante il regno del re assiro Assurnasirpal II tra l'850 e l'884 a.C. La cittadella di Kirkuk fu originariamente costruita su una collina arrotondata, che si erge dalle pianure circostanti e si affaccia sulla piccola valle fluviale del fiume Khasa. Questa cittadella in sé è considerata una città integrata, in quanto comprende un ricco patrimonio di molti edifici storici. |
|      | Vie di pellegrinaggio dell'Hajj: Darb Zubaidah                                                                          | Al-‘Aqabah, Sharaf, Talhat, Umm al-Qurun (altri nove sono in Arabia Saudita) | Culturale (6576; ii, iv, vi)            | 02/01/2022 | Le vie di pellegrinaggio dell'Hajj: Darb Zubaidah è una candidatura transnazionale che comprende una serie di elementi chiave e stazioni risalenti al periodo abbaside, che materializzano il percorso lungo 1 300 km che collega la città di Kufa in Iraq con la Mecca. Il segmento del Darb Zubaidah situato nell'attuale Iraq copre circa 1/5 della lunghezza totale del percorso, mentre gli altri 4/5 si trovano nell'attuale Arabia Saudita. La serie conta 13 siti, quattro in Iraq e nove in Arabia Saudita, offrendo una panoramica completa dell'insieme delle caratteristiche tecniche e architettoniche che hanno attrezzato questo straordinario percorso dell'hajj. |